# Xystrocera skeletoides
Xystrocera skeletoides là một loài bọ cánh cứng trong họ Cerambycidae.